# Francesco I d'Orléans-Longueville
Francesco I d'Orléans-Longueville (1447 – 1491), capostipite degli Orléans-Longueville, ramo collaterale dei Valois, fu pari di Francia, conte di Dunois, conte di Longueville, conte di Tancarville, barone di Varenguebec, visconte di Melun, signore di Parthenay, Beaugency, Château-Renault, governatore del Delfinato e della Normandia, connestabile e ciambellano di Normandia e per breve tempo gran ciambellano di Francia.

## Biografia
Figlio maggiore del celebre Jean de Dunois, noto come "Bastardo d'Orleans", fu padre del primo duca di Longueville. Gran ciambellano di Francia, cedette l'incarico in cambio di quello di ciambellano di Normandia (ufficio legato al titolo di conte di Tancarville) e connestabile di Normandia (collegato al titolo di barone di Varenguebec).

## Araldica
L'arme araldica di Francesco I deriva da quella del padre, il Bastardo d'Orléans, differendone però in quanto, come riportato da Robert Garnier, la sbarra broccante sul tutto (segno di bastardaggine) fu trasformata in banda, con orientamento diagonale inverso. Di fatto, era così cancellato almeno esteriormente il segno di illegittimità dalla casata.

## Matrimonio e progenie
Francesco I sposò il 2 luglio 1466 Agnese di Savoia (1445-1509), figlia del duca Ludovico di Savoia e della principessa Anna di Cipro, da cui ebbe:
- Francesco II, conte di Dunois e Longueville, quest'ultimo titolo comitale poi elevato al rango di ducato, divenendo così il primo duca di Longueville, che ebbe due figli morti entrambi giovanissimi.
- Luigi, conte di Montgommery, principe di Châlet-Aillon, viscomte d'Abberville, poi duca di Longueville, successore del fratello.
- Jean d'Orléans-Longueville, arcivescovo di Tolosa e cardinale.

## Ascendenza
|                                              |                                             |                                             | Genitori                                |  |  | Nonni |  |  | Bisnonni           |  |  | Trisnonni              |  |
|                                              |                                             |                                             |                                         |  |  |       |  |  | Carlo V di Francia |  |  | Giovanni II di Francia |  |
|                                              |                                             |                                             |                                         |  |  |       |  |  | Carlo V di Francia |  |  | Giovanni II di Francia |  |
|                                              |                                             | Bona di Lussemburgo                         |                                         |  |  |       |  |  | Carlo V di Francia |  |  |                        |  |
| Luigi I di Valois-Orléans                    |                                             |                                             |                                         |  |  |       |  |  | Carlo V di Francia |  |  |                        |  |
|                                              |                                             | Giovanna di Borbone                         | Pietro I di Borbone                     |  |  |       |  |  |                    |  |  |                        |  |
|                                              |                                             | Giovanna di Borbone                         | Pietro I di Borbone                     |  |  |       |  |  |                    |  |  |                        |  |
|                                              |                                             | Giovanna di Borbone                         | Isabella di Valois                      |  |  |       |  |  |                    |  |  |                        |  |
| Jean de Dunois                               |                                             | Giovanna di Borbone                         |                                         |  |  |       |  |  |                    |  |  |                        |  |
|                                              |                                             | Jacques d'Enghien, signore di Fagnolles     | Gérard II d'Enghien, signore d'Havré    |  |  |       |  |  |                    |  |  |                        |  |
|                                              |                                             | Jacques d'Enghien, signore di Fagnolles     | Gérard II d'Enghien, signore d'Havré    |  |  |       |  |  |                    |  |  |                        |  |
|                                              |                                             | Jacques d'Enghien, signore di Fagnolles     | Jeanne de Barbancon, signora di Villers |  |  |       |  |  |                    |  |  |                        |  |
| Mariette d'Enghien, signora di Fagnolles     |                                             | Jacques d'Enghien, signore di Fagnolles     |                                         |  |  |       |  |  |                    |  |  |                        |  |
|                                              |                                             | Marie de Roucy                              | Simon de Roucy, conte di Braine         |  |  |       |  |  |                    |  |  |                        |  |
|                                              |                                             | Marie de Roucy                              | Simon de Roucy, conte di Braine         |  |  |       |  |  |                    |  |  |                        |  |
|                                              |                                             | Marie de Roucy                              | Marie de Châtillon                      |  |  |       |  |  |                    |  |  |                        |  |
| Francesco I d'Orléans-Longueville            |                                             | Marie de Roucy                              |                                         |  |  |       |  |  |                    |  |  |                        |  |
|                                              | Jacques I d'Harcourt, barone di Montgommery | Jean V, conte d'Harcourt                    |                                         |  |  |       |  |  |                    |  |  |                        |  |
|                                              | Jacques I d'Harcourt, barone di Montgommery | Jean V, conte d'Harcourt                    |                                         |  |  |       |  |  |                    |  |  |                        |  |
|                                              | Jacques I d'Harcourt, barone di Montgommery | Blanche de Ponthieu, contessa d'Aumale      |                                         |  |  |       |  |  |                    |  |  |                        |  |
| Jacques II d'Harcourt, barone di Montgommery | Jacques I d'Harcourt, barone di Montgommery |                                             |                                         |  |  |       |  |  |                    |  |  |                        |  |
|                                              |                                             | Jeanne d'Enghien                            | Gérard I d'Enghien, signore d'Havré     |  |  |       |  |  |                    |  |  |                        |  |
|                                              |                                             | Jeanne d'Enghien                            | Gérard I d'Enghien, signore d'Havré     |  |  |       |  |  |                    |  |  |                        |  |
|                                              |                                             | Jeanne d'Enghien                            | Marie de Rumigny                        |  |  |       |  |  |                    |  |  |                        |  |
| Marie d'Harcourt                             |                                             | Jeanne d'Enghien                            |                                         |  |  |       |  |  |                    |  |  |                        |  |
|                                              |                                             | Guillaume IV de Melun, conte di Tancarville | Jean III de Melun, conte di Tancarville |  |  |       |  |  |                    |  |  |                        |  |
|                                              |                                             | Guillaume IV de Melun, conte di Tancarville | Jean III de Melun, conte di Tancarville |  |  |       |  |  |                    |  |  |                        |  |
|                                              |                                             | Guillaume IV de Melun, conte di Tancarville | Jeanne Crespin, signora di Warenguebec  |  |  |       |  |  |                    |  |  |                        |  |
| Marguerite de Melun, contessa di Tancarville |                                             | Guillaume IV de Melun, conte di Tancarville |                                         |  |  |       |  |  |                    |  |  |                        |  |
|                                              |                                             | Jeanne de Parthenay                         | Guillaume VII, signore di Parthenay     |  |  |       |  |  |                    |  |  |                        |  |
|                                              |                                             | Jeanne de Parthenay                         | Guillaume VII, signore di Parthenay     |  |  |       |  |  |                    |  |  |                        |  |
|                                              |                                             | Jeanne de Parthenay                         | Jeanne de Mathefelon, signora di Durtal |  |  |       |  |  |                    |  |  |                        |  |
|                                              |                                             | Jeanne de Parthenay                         |                                         |  |  |       |  |  |                    |  |  |                        |  |